# Les Aventures de Batman (série télévisée d'animation)
Cet article possède un paronyme, voir The Adventures of Batman and Robin.
Les Aventures de Batman (ou Batman ; Batman with Robin the Boy Wonder) est une série télévisée d'animation américaine en 17 épisodes de 20 minutes, divisés en une histoire en deux parties de 7 minutes chacune et une histoire indépendante de 7 minutes, produite par Filmation et diffusée du 14 septembre 1968 au 4 janvier 1969 sur le réseau CBS.
En France, la série a été diffusée à partir de 1989 sur Canal+. Elle reste inédite dans les autres pays francophones.

## Synopsis
Les aventures de Batman et Robin, assistés de Batgirl dans la ville de Gotham City, affrontant les super vilains les plus excentriques tels que Le Joker, Le Pingouin ou Catwoman. Ils aident le commissaire Gordon et le sergent O'Hara.

## Distribution

### Voix originales
- Olan Soule : Bruce Wayne / Batman / Alfred Pennyworth
- Casey Kasem : Dick Grayson / Robin / Chef O'Hara
- Jane Webb : Barbara Gordon / Batgirl
- Ted Knight : Commissaire Gordon

### Voix françaises
- Patrick Guillemin : Bruce Wayne / Batman
- Jérôme Berthoud : Dick Grayson / Robin
- Claude Joseph : Commissaire Gordon
- Véronique Soufflet : Barbara Gordon / Batgirl
- Jean-Pierre Moulin : Le Joker
- Véronique Augereau : Selina Kyle / Catwoman, Charlotte (épisode 10)
- Jean-Claude Montalban puis Emmanuel Jacomy : Le Pingouin
- Jean-Claude Sachot : Chef O'Hara, Mr. Freeze
- Pierre Baton : Alfred Pennyworth (1re voix), Chef O'Hara (voix de remplacement)
- Gilbert Lévy : le maire de Gotham
- Jacques Lalande : Alfred Pennyworth (2e voix)
- Jean-Jacques Nervest : Sphinx / Épouvantail
- Antoine Marin : Chapeau Claque
- Claude Nicot : Simon le roi de la Tarte (1re voix)
- Jacques Ciron : le maître d’hôtel (épisode 10)
- Jacques Frantz : le maharadjah (épisode 12)
- Jean-Paul Richepin : Simon le roi de la tarte (2e voix) / Mr. Freeze (épisode 12)
- Martine Meiraeghe : Charlotte (épisode 14)
- Hervé Caradec : Le Pingouin (épisode 17) / voix additionnelles
- Christian Peythieu, Vincent Grass, Marcel Guido, Georges Caudron, Serge Faliu : voix additionnelles

#### Doublage VHS Super Powers
- Alain Choquet : Bruce Wayne / Batman
- Brigitte Lecordier : Dick Grayson / Robin
- Hubert Drac : Narrateur / Commissaire Gordon
- Daniel Russo : Le Joker
- Michel Vigné : Le Pingouin / Sphinx
- Serge Blumenthal : Mr. Freeze

## Épisodes
L'épisode est en 3 parties. Le premier récit est en 2 parties et le second récit est en 1 partie.
1. Le Laser du Joker (How Many Herring on a Wheelbarrow?) / Un oiseau hors de contrôle (A Bird Out of Hand)
2. Mr Freeze, froid et cruel  (The Cool, Cruel Mr Freeze) / Le Joker se joue de Robin (The Joke's on Robin)
3. Bubi, Bubi, où est le rubis ? (Bubi, Bubi, Who's Got the Ruby?) / L'Opéra buffa (Opera Buffa)
4. Les Neuf vies de Batman (The Nine Lives of Batman) / Pingouin, à enfermer… ou pas ! (In Again, Out Again Penguin)
5. Le Trouble-fête (The Big Birthday Caper) / Long John Joker (Long John Joker)
6. Le Cybercrime (The Crime Computer) / Les 1001 facettes du Sphinx (1001 Face of the Riddler)
7. Partenaires dans l'épreuve (Partners in Peril) / Deux Pingouins de trop (Two Penguins Too Many)
8. Le Joker, futur maire (Hizzoner the Joker)  / La Percée clandestine (The Underworld Underground Caper)
9. Où est le vrai Robin ? (Will the Real Robin Please Stand Up?) / Le Canular de Mr Freeze (Freeze's Frozen Vikings)
10. Simon, le roi de la tarte (Simon the Pieman) / La Menace de l'épouvantail (The Great Scarecrow Scare)
11. Mon crime est le tien (My Crime is Your Crime) / Attention aux poupées animées (Beware of Living Dolls)
12. Bons baisers de Catwoman (From Catwoman With Love) / L'Arroseur arrosé (He Who Swipes the Ice, Goes to the Cooler)
13. Le Jeu du chat et de la souris (A Game of Cat and Mouse) / Le Goûter du chapelier fou (A Mad, Mad Tea Party)
14. Perfidie en pâtisserie (A Perfidious Pieman is Simon) / Des jeux dangereux (Perilous Playthings)
15. Une fraude diaboliquement froide (The Fiendishly Frigid Fraud) / Un Père Noël réfrigérant (Cool, Cruel Christmas Caper)
16. Le Péril de la scie sauteuse (The Jigsaw Jeopardy)  / Place au juge ! (Enter the Judge)
17. Il faut être deux pour faire une équipe (It Takes Two to Make a Team) / La Colère du Sphinx (Wrath of the Riddler)

## DVD
- France :

L'intégralité des épisodes est sortie sur le support DVD.
- Les Aventures de Batman, l'intégrale (Coffret Keep Case 2 DVD-9) sorti le 11 juin 2014 édité par Warner Bros et distribué par Warner Home Vidéo France. Le ratio écran est en 1.33:1 plein écran 4:3. L'audio est en Français et Anglais Dolby Digital avec sous-titres anglais pour malentendants. L'intégralité des 34 épisodes est présente. Pas de suppléments. Il s'agit d'une édition Zone 2 Pal[1].